# Lista de desertos por área
Segue-se abaixo a Lista de desertos por área.

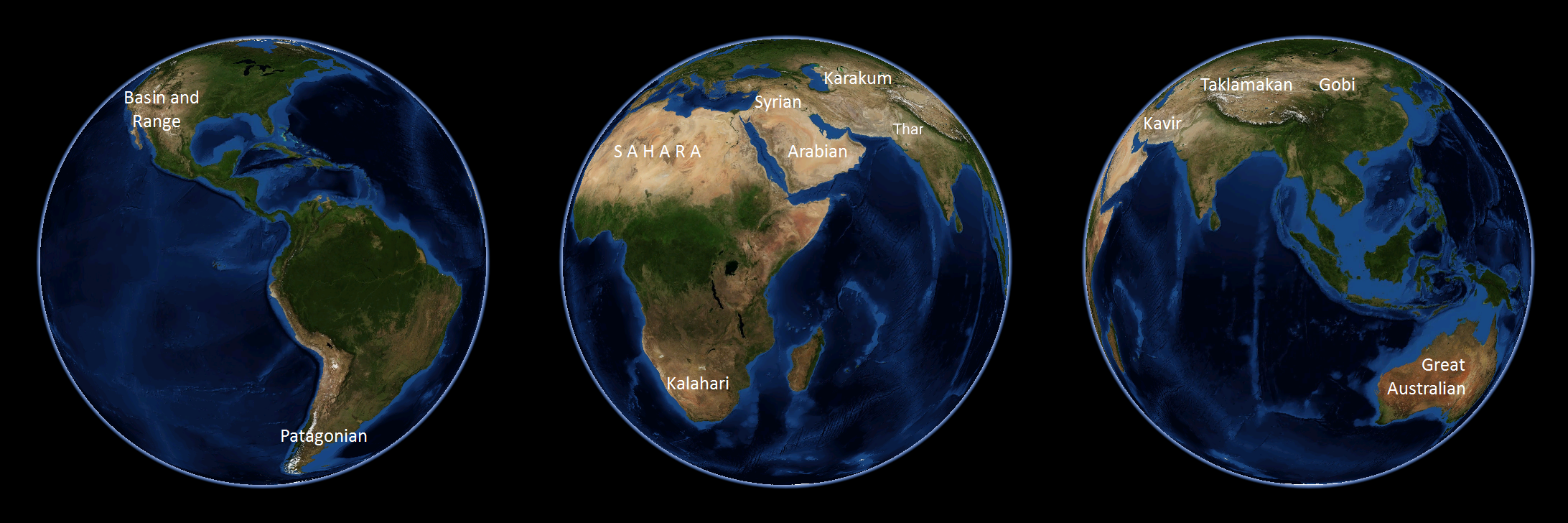
Maiores Desertos do Mundo

| Ranking | Nome                      | Tipo        | Imagem | Área (km²) | Localização                                                                                                 |  |
| ------- | ------------------------- | ----------- | ------ | ---------- | --- |  |
| 1       | Deserto da Antártica      | Polar       |        | 13.829.430 | Antártida                                                                                                   |  |
| 2       | Ártico                    | Polar       |        | 13.726.937 | Alasca ( Estados Unidos), Canadá, Finlândia, Gronelândia, Islândia, Noruega, Rússia e Suécia                |  |
| 3       | Saara                     | Subtropical |        | 9.100.000  | Argélia, Chade, Egito, Eritreia, Líbia, Mali, Mauritânia, Marrocos, Níger, Sudão, Tunísia e Saara Ocidental |  |
| 4       | Deserto da Arábia         | Subtropical |        | 2.330.000  | Arábia Saudita, Jordânia, Iraque, Kuwait, Catar, Emirados Árabes Unidos, Omã e Iêmen                        |  |
| 5       | Deserto de Gobi           | Frio        |        | 1.300.000  | Mongólia, China                                                                                             |  |
| 6       | Deserto do Calaári        | Subtropical |        | 900.000    | Botswana , Namíbia e África do Sul                                                                          |  |
| 7       | Deserto da Patagônia      | Frio        |        | 670.000    | Argentina e Chile                                                                                           |  |
| 8       | Grande Deserto de Vitória | Subtropical |        | 647.000    | Austrália                                                                                                   |  |
| 9       | Deserto Sírio             | Subtropical |        | 520.000    | Síria, Jordânia e Iraque                                                                                    |  |
| 10      | Deserto da Grande Bacia   | Frio        |        | 492.00     | Estados Unidos                                                                                              |  |
| 11      | Deserto de Chihuahua      | Subtropical |        | 450.000    | México e Estados Unidos                                                                                     |  |
| 12      | Grande Deserto Arenoso    | Subtropical |        | 400.000    | Austrália                                                                                                   |  |
| 13      | Deserto de Caracum        | Frio        |        | 350.000    | Turquemenistão                                                                                              |  |
| 14      | Planalto do Colorado      | Frio        |        | 337.000    | Estados Unidos                                                                                              |  |
| 15      | Deserto de Sonora         | Subtropical |        | 310.000    | México e Estados Unidos                                                                                     |  |
| 16      | Deserto de Quizilcum      | Frio        |        | 300.000    | Cazaquistão, Turquemenistão e Uzbequistão                                                                   |  |
| 17      | Deserto de Taclamacã      | Frio        |        | 270.00     | China |  |
| 18      | Deserto do Thar           | Subtropical |        | 200.000    | Índia e Paquistão                                                                                           |  |
| 19      | Deserto de Gibson         | Subtropical |        | 155.000    | Austrália                                                                                                   |  |
| 20      | Deserto de Simpson        | Subtropical |        | 145.000    | Austrália                                                                                                   |  |
| 21      | Deserto do Atacama        | Costeiro    |        | 140.000    | Chile e Peru                                                                                                |  |
| 22      | Deserto da Namíbia        | Costeiro    |        | 81.000     | Namíbia e Angola                                                                                            |  |
| 23      | Deserto de Cavir          | Frio        |        | 77.000     | Irão |  |
| 24      | Deserto de Mojave         | Subtropical |        | 65.000     | Estados Unidos                                                                                              |  |
| 25      | Deserto de Lute           | Frio        |        | 52.000     | Irão |  |